# Maria Ramos (empresária)
Maria Ramos (Lisboa, Portugal, 22 de fevereiro de 1959) é uma empresária e banqueira portuguesa, naturalizada sul-africana, que assumiu o cargo de presidente da AngloGold Ashanti em 2020. Anteriormente exerceu como diretora executiva do banco Absa Group Limited e da companhia Transnet, para além de ter sido diretora-geral do Tesouro Nacional de África do Sul.
Segundo a revista norte americana Fortune, Maria Ramos classificou-se no 11º lugar da lista de mulheres empresárias mais influentes no mundo em 2015.

## Biografia

### Primeiros Anos de Vida
Maria da Conceição das Neves Calha Ramos nasceu em Lisboa, a 22 de fevereiro de 1959, sendo a primeira das quatro filhas de um pedreiro e de uma doméstica que emigraram nos primeiros anos da década de 1960 para Moçambique e em 1965 para Vereeniging, África do Sul, em busca de uma vida melhor.
Em 1977, com 18 anos de idade, começou a trabalhar como empregada de balcão para a sucursal do banco Barclays em Vereeniging, onde descobriu que existia um programa de atribuição de bolsas de estudo para os seus funcionários. Ambicionando tirar uma licenciatura e sem meios financeiros para o fazer, Maria Ramos tentou inscrever-se no programa, sendo lhe revelado que as bolsas apenas eram atribuídas a funcionários do sexo masculino. Apelando às entidades patronais para alterarem as regras, possibilitando o acesso às bolsas a todos os seus funcionários, independentemente do seu género, foi lhe proposto que fizesse os exames básicos, sendo depois o seu caso analisado e considerado pelas altas instâncias do banco. Conduzindo de noite, após o trabalho, de Vereeniging para Joanesburgo, durante três dias por semana, Maria Ramos frequentou várias aulas nocturnas ministradas pelo Instituto dos Banqueiros, passando nos exames com notas exemplares e recebendo o diploma do instituto em 1983.

### Formação Académica
Recebendo finalmente uma bolsa académica, nesse mesmo ano ingressou na Universidade de Witwatersrand em Joanesburgo, onde concluiu o seu bacharelato em Comércio em 1986 e em Comércio com honras em  Economia em 1987. Devido às suas notas, após completar os cursos foi convidada para exercer como professora assistente e posteriormente como professora académica na Universidade da África do Sul e na Universidade de Witwatersrand. Complementando os seus estudos nos anos seguintes tirou um mestrado na Universidade de Londres, em 1992, e dois doutoramentos honoris causa pela Universidade de Stellenbosch e pela Universidade do Estado Livre em Bloemfontein.

### Carreira
Entre 1996 e 2003, no início da sua carreira, Maria Ramos aceitou o convite para o cargo de Diretora-Geral do Tesouro Nacional (equivalente ao cargo de Diretor Geral do Ministério das Finanças) de África do Sul, aplicando várias medidas que transformaram o seu departamento num dos mais eficientes da administração pós-apartheidsul-africana.
Bem sucedida e no foco mediático, em 2004 assumiu o cargo de Chefe Executiva da Transnet, a companhia nacional de transportes e principal empresa provedora de serviços logísticos do país, voltando a transformar as perdas da empresa em lucro.
Em 2009, Maria Ramos tornou-se chefe executiva do Absa Group Limited durante dez anos, cessando as suas atividades na empresa em fevereiro de 2019. Durante esse período foi responsável pela execução da estratégia do Grupo em 10 operações africanas, contando com 15 milhões de clientes em mais de 11.000 pontos de venda.
Nomeada pelo Secretário-Geral das Nações Unidas António Guterres, co-presidiu, ao lado de Achim Steiner, a Task Force das Nações Unidas para o Financiamento Digital dos Objetivos de Desenvolvimento Sustentável de 2018 a 2020, tendo nas últimas décadas também actuado como diretora não executiva e independente nos conselhos da Sanlam Limited, Remgro Limited, SABMiller Plc, Richemont SA e como presidente da Associação de Bancos da África do Sul, para além de ter desempenhado funções como consultora independente da Bretton Woods Committee e como membro do comité executivo do World Economic Forum.
Em 2020 tornou-se presidente da AngloGold Ashanti Limited.
Em 2021, foi nomeada como consultora do Banco Mundial - Grupo Consultivo de Alto Nível do Fundo Monetário Internacional sobre Recuperação e Crescimento Sustentáveis e Inclusivos, co-presidida por Mari Pangestu, Ceyla Pazarbasioglu e Nicholas Stern.

### Casamento
Em 2008, Maria Ramos casou-se com o então Ministro das Finanças de África do Sul, Trevor Manuel.

## Reconhecimento
Foi sucessivamente classificada na pesquisa anual da revista Fortune, pontuando-se entre as 50 mulheres mais poderosas no mundo dos negócios por vários anos consecutivos, tendo sido recentemente classificada em 11º na região da Europa, Oriente Médio e África em 2015.

## Controvérsia
Em 2020, vários jornais sul-africanos teceram duras críticas ao casal após terem sido revelados os gastos das viagens diplomáticas efectuadas pelos membros do governo no valor de milhões de rands, sendo esse valor pago pelos impostos dos seus contribuintes. Numa das listas reveladas, encontravam-se os nomes de Maria Ramos e Trevor Manuel, contudo nenhum dos dois exercia no momento qualquer cargo oficial ou diplomático.